# Francavilla Marittima
Francavilla Marittima é uma comuna italiana da região da Calábria, província de Cosenza, com cerca de 3.110 habitantes. Estende-se por uma área de 32 km², tendo uma densidade populacional de 97 hab/km². Faz fronteira com Cassano allo Ionio, Cerchiara di Calabria, Civita.

## Demografia
| Variação demográfica do município entre 1861 e 2011                               |
|                                                                                   |
| Fonte: Istituto Nazionale di Statistica (ISTAT) - Elaboração gráfica da Wikipedia |